# Michaela Michálková
Michaela Michálková (* 29. Oktober 1985) ist eine ehemalige slowakische Tennisspielerin.

## Karriere
Im Jahr 2001 gab Michaela Michálková beim ITF-$10.000-Turnier im slowakischen Nitra ihr Debüt auf dem ITF Women’s Circuit. Sie erhielt bei diesem Turnier vom Veranstalter eine Wildcard für die Qualifikation und schied dort bereits in der ersten Runde aus. Im darauffolgenden Jahr erreichte sie beim ITF-$10.000-Turnier im kroatischen Zadar erstmals die Hauptrunde eines solchen Wettbewerbes und schied dort in der zweiten Runde gegen die Lokalmatadorin Ivana Abramović aus. Im Jahr 2003 erreichte sie beim dritten ITF-$10.000-Turnier in der ägyptischen Hauptstadt Kairo erstmals ein Finale und unterlag dort der Portugiesin Frederica Piedade in drei Sätzen. Im darauffolgenden Jahr erreichte sie im Doppel zweimal ein Finale bei einem ITF-Turnier. Das erste Mal mit ihrer Landsfrau Martina Babáková beim ITF-$10.000-Turnier im kroatischen Zadar und dort mussten sich die beiden einem luxemburgisch-italienischen Team geschlagen geben. Drei Monate später erreichte sie mit der Tschechin Renata Kučerová das Finale bei dem ITF-$25.000-Turnier in der russischen Hauptstadt Moskau und zusammen unterlagen sie dort einem russischen Duo.
Im Jahr 2005 startete Michaela Michálková beim ITF-$10.000-Turnier in Mostar und erreichte dort im Einzel das Halbfinale, wo sie gegen die Rumänin Ágnes Szatmári ausschied. Zudem nahm sie auch am Doppelwettbewerb teil und erreichte dort zusammen mit ihrer Landsfrau Daniela Krejsová das Finale. Dort gewannen sie durch einen Sieg gegen ein belgisch-rumänisches Duo jeweils ihren ersten und einzigen Titel auf dem ITF Women’s Circuit. Etwa einen Monat nach dem Titelgewinn startete sie beim zweiten ITF-$10.000-Turnier in der rumänischen Hauptstadt Bukarest und schied dort direkt in der ersten Runde aus. Retrospektiv betrachtet war dieses ihr letztes Turnier als Profi.

## Turniersiege
| Nr. | Datum    | Turnier | Kategorie   | Belag | Partnerin        | Finalgegnerinnen               | Ergebnis       |
| --- | -------- | ------- | ----------- | ----- | ---------------- | ------------------------------ | -------------- |
| 1.  | Mai 2005 | Mostar  | ITF $10.000 | Sand  | Daniela Krejsová | Jessie de Vries Ágnes Szatmári | 6:75, 7:5, 6:1 |